# Patareni (sastav)
Patareni su hrvatski hardcore punk/grindcore sastav. Osnovan je u Zagrebu, krajem 1983.

## Povijest
Svirali su sirovi hardcore punk još od 1982., iako tada nisu imali ime.
Utemeljitelj ovog glazbenog projekta je Davor Kodžoman koji je u djelovanju benda poznat kao Hadžo, koji je i jedini stalni član. Postave su se često mijenjale, skupina nije imala mnogo nastupa uživo.
Sredinom osamdesetih mijenjaju glazbeni stil doprinoseći formiranju novog podžanra kao specifičnog stila. Skladbe su maksimalno ubrzali dodavajući nerazumljive vokalne brutalne dionice koje započinju izvoditi oko 1986. S anarho punka usmjerili su se prema još bazičnijem izričaju grindcorea, čime su jedni od utemeljitelja ovog ekstremnog stila. Tekstovi pjesama su duhoviti, nebulozni i infantilno prostački. U rijetkom televizijskom intervjuu Davor Kodžoman odgovarajući na pitanje o čemu pjevaju Patareni kaže: „pjevaju o ljubavi najviše, o cvijeću, o prirodi, o mladim botaničarima, o crjepovima što padaju s krova i tako.“
Ime su uzeli od patarena, srednjovjekovne vjerske sljedbe, vjerojatno zbog sličnog odnosa prema društvenim normama. Njihove kultne skladbe su „Obrij me majko motornom pilom“, „Sekunda“ i „Dvije sekunde“. Trajanje ovih dviju skladbi je naznačeno u samom naslovu.
Demo snimke su samostalno distribuirali po inozemnim scenama, pa im je prva objavljena pjesma u inozemstvu na francuskoj LP kompilaciji 1984 The third. Bili su aktivno uključeni u underground punk scenu, koja opstoji na temelju razmjene samostalnih snimki i fanzina. Svojim ranim djelovanjem na inozemnoj alternativnoj sceni su tako stekli kultni status, premda su im u Hrvatskoj nastupi često bili prekidani i zabranjivani upravo zbog apsurdno morbidnog stila glazbe koju izvode. Sablažnjivali su organizatore i voditelje mnogih zagrebačkih klubova.
U razdoblju od 1984. do 1989. nastupali su manje od deset puta. Godine 1985. su nastupili u Subotici. Godine 1986. nastupili su Ljubljani i Beogradu. 
Slovenska nezavisna etiketa FV Music objavila je njihove skladbe na kazetnoj kompilaciji Čudeža ne bo!, i na video kompilaciji Ni upanja ni strahu. Obje komplicije su objavljene 1986. Na VHS kompilaciji uvršten je njihov nastup u ljubljanskom alternativnom klubu K4.
U to vrijeme Kodžoman osniva srodan projekt Buka, iako se zapravo radi o istoj postavi Patarena. Hadžo je osnovao i nekoliko nezavisnih izdavačkih firmi kao što su Pišanje Records i Falšanja Kol'ko'š Records.
Domaći i strani glazbenici su obrađivali njihove skladbe. Njima u čast u travnju 1994. objavljena je LP kompilacija na kojoj punk rock skupine obrađuju njihove pjesme. Za sebe tvrde da su objavili prvi nezavisni CD u Hrvatskoj.
Zbog svog snažnog antikomercijalnog, umjetničkog stava, ovaj sastav ima kultni status. Njihova službena web stranica donosi šaljivu biografiju i pruža neozbiljno napisane podatke čija je pouzdanost zbog toga upitna.  U skladu sa svojim nihilističkim anarhoidnim svjetonazorom, zanemaruju medijsku promociju i širu popularnost.
Glazba koju sviraju je buntovna, neugodna i teško slušljiva.  Odsvirali su malo koncerata i objavljivali glazbene uratke samo na nezavisnim etiketama. Patareni su poznati unutar opskurne svjetske punk scene i po doprinosu u stvaranju svjetskog glazbenog žanra nazvanog grindcore.

## Diskografija
Albumi i singlovi
- Deadland Massacre - 7"
- Untalented after all these seconds - 7"
- From Here To Eternity - Live In New Pingvinovo - 7"
- Demo #1,26-6-86 - 10"
- Odavde nas nitko nemre sterat - CD
- Good Bye, The Legends - 7"
- Worth mentioning - 7"
- I Wonder Who The Real Cannibals Are / There Can Be Only One - 10"
- Empathy with them - it's a mockery - LP
- Stop the war and bring the noiz - 7"
- Za osobne potrebe odjebi - LP
- Bob dylan is dead - 7"
- Mi smo zapušteni dečki - 12"
- Obrade - tribute LP
- Več 15 godina fax se ne završava - promo 7"
- The hammer inside - CD
- Corrosion of humanity - 7"
- Never healed - CD
- Nezadovoljstvo je energija - CD
- Tko ne pamti iznova proživljava - CD
- Debilana sessions - CD

Zajednička izdanja
- Patareni / Atta – Deadland massacre 7"
- Patareni / U.B.R. - Back from the dead 7"
- Patareni / Stres D.A. - Made in Balkan 7"
- Patareni / Anal Cunt - Good-bye the legends 7"
- Patareni / T.M.P. - Debilana sessions 7"
- Patareni / Extreme Noise Terror - The split noiz ep 7"
- Patareni / Debilana - Mi smo djeca debilane 10"
- Patareni / Anal Cunt - I.R.C. or no reply 7"
- Patareni / Cripple Bastards 7"
- Patareni / Agathocles 7"
- Patareni / Crucifix 7"
- Patareni / Cripple Bastards 10"
- Patareni / U.B.R. LP
- Patareni / Starakoka masnajuha - Split porno ep 7"
- Patareni / Burek Death Squat 7"
- Patareni / Buka - Zbukarana Histereza Zbrda Zdola Zamijenjena Mjesta Pribrojnicima Bazične Nedovršene I Nepostojeće Pjesme Svih Tonaliteta U Falšu Basic Rehearsal Songs LP

Kompilacije
- 1984 the 3rd doubleLP
- Step by step 7"
- The return of Yugoslavia LP
- The soon [sic] of bleaurgh 7”
- I kill what i eat CD
- Son Of Bllleeeeaaauuurrrrgghhh! 7”
- Obrade i melioracija tribute CD
- A Tribute To The Patareni CDR
- Reallity [sic] Shows Vol. 2 Cass.
- No Fate IV 2xCD
- Blitzkrieg Over You - A Tribute To The Ramones LP
- Tutti-Pazzi CD
- Network of friends-network of loosers [sic] LP
- Un-reality 2xLP, CD
- Revenge of the disabled VHS
- Ni strahu VHS
- Dokument 86 VHS

## Vanjske poveznice
- Diskografija na Discogs.com